# Quintino
Quintino, de son vrai nom Quinten van den Berg (né le 21 septembre 1985 au Helder, est un disc jockey et producteur néerlandais. Il entre en 2014 en 86e position du top DJs réalisé par DJ Mag. En 2015, il gagne 6 places, atteignant ainsi la 80e place de ce classement.

## Discographie

### Singles
- 2008 : Rap das Armas (Quintino Remix)
- 2009 : Heaven
- 2010 : You Can't Deny
- 2011 : Selecta
- 2011 : Epic (avec Sandro Silva)
- 2011 : Platina
- 2012 : We gonna rock
- 2012 : Circuits
- 2013 : Jackpot
- 2013 : Chasing Summers (R3hab & Quintino Remix)
- 2013 : World in our hands
- 2013 : Puzzle
- 2013 : Dynamite
- 2014 : Go Hard
- 2014 : Crush
- 2014 : Blowfish
- 2014 : Baldadig (avec Hardwell)
- 2014 : Slammer (avec FTampa)
- 2014 : Genesis (avec Mercer)
- 2015 : Winner
- 2015 : Escape (Into the Sunset)
- 2015 : Aftermath (avec Sandro Silva)
- 2015 : Front to the Back (morceau gratuit)
- 2015 : Devotion
- 2015 : Scorpion (Hardwell Edit)
- 2015 : Unbroken (avec Yves V)
- 2016 : Go Harder EP (gratuit)
- 2016 : Freak (avec R3hab)
- 2016 : Can't Fight It (avec Cheat Codes)
- 2016 : Lights Out (avec Joey Dale)
- 2018 : Playin' Around (avec Riggi & Piros)
- 2019 : Tututu

### Remixes
- 2012 : Eddie Thoneick - One Good Reason (Quintino Mix) (Zeitgeist)
- 2013 : Tiësto - Chasing Summers (R3hab & Quintino Remix) (Musical Freedom)
- 2014 : Rochelle, Yellow Claw - Shotgun (Quintino Remix) (SPRS)
- 2014 : Pep & Rash - Fatality (Quintino Edit) (SPRS)
- 2014 : R3hab, Trevor Guthrie - Soundwave (Quintino Remix) (Spinnin' Remixes)
- 2015 : Galantis - Runaway (U & I) (Quintino Remix) (Big Beat Records)
- 2015 : Sam Feldt - Show Me Love (Quintino Remix) (Spinnin' Remixes)
- 2015 : Nervo - Hey Ricky (Quintino Remix) (Ultra)
- 2016 : Hardwell, Jake Reese - Mad World feat. Jake Reese (Quintino Remix) (Revealed Recordings)
- 2016 : Quintino, R3hab - Freak (VIP Remix) (Spinnin' Remixes)
- 2016 : Robert Falcon - Raptor (Quintino Edit) (gratuit / Spinnin' Premium)
- 2016 : Major Lazer - Light It Up (feat. Nyla) (Quintino Remix) (Mad Decent)
- 2017 : Sigala, Digital Farm Animals - Only One (Quintino Remix) (Ministry of Sound)
- 2017 : Galantis - Rich Boy (Quintino Remix) (Atlantic)
- 2017 : J Balvin, Willy William - Mi gente (Hardwell & Quintino Remix) (Scorpio)
- 2017 : Funk Machine, Taku-Hero - Fun Lovin (Quintino Remix) (Revealed Recordings)
- 2019 : Funk Machine, Taku-Hero - Something (Quintino Remix) (Revealed Recordings)
- 2019 : Steve Aoki, Monsta X - Play It Cool (Quintino Remix) (Ultra)